# Hauerina
Hauerina es un género de foraminífero bentónico de la subfamilia Hauerininae, de la familia Hauerinidae, de la superfamilia Milioloidea, del suborden Miliolina y del orden Miliolida. Su especie tipo es Hauerina compressa. Su rango cronoestratigráfico abarca desde el Eoceno hasta la Actualidad.

## Clasificación
Se han descrito numerosas especies de Hauerina. Entre las especies más interesantes o más conocidas destacan:
- Hauerina compressa
- Hauerina notoensis

Un listado completo de las especies descritas en el género Hauerina puede verse en el siguiente anexo.